# Hyadaphis coriandri
Hyadaphis coriandri är en insektsart. Hyadaphis coriandri ingår i släktet Hyadaphis och familjen långrörsbladlöss. Inga underarter finns listade i Catalogue of Life.